# Stilmaster
Stilmaster, av tillverkaren stavat Stil-Master, är en modell av husvagn som lanserades 1963 och byggdes i Umeå. Ursprungligen liknade vagnens formgivning i mångt och mycket den hos Polarvagnen, men med ett panoramafönster fram. Både Polarvagnen och tidiga modeller av Stilmaster utfördes i en med cellplastisolerad trästomme, täckt av ett utanpåverk av aluminiumplåt.
År 1969 flyttades produktionen från Umeå till Kälarne, där husvagnarna i stället tillverkades av glasfiberarmerad plast med uretanisolering. Dessutom ändrades designen till en helt egen, utan att efterlikna Polarvagnens. Sammanlagt tillverkades bara omkring 50 exemplar av Stilmaster, och 1970 upphörde tillverkningen.